# Liên hoan Opera Miskolc
Liên hoan Opera Miskolc hay Liên hoan Opera Quốc tế Miskolc (Miskolci Nemzetközi Operafesztivál) là một sự kiện văn hóa được tổ chức vào mùa hè hàng năm tại Miskolc, thủ phủ của hạt Borsod-Abaúj-Zemplén, Hungary. Sự kiện tổ chức các buổi biểu diễn opera với sự tham gia của nhiều nghệ sĩ nổi tiếng từ khắp nơi trên thế giới. Sự kiện lần đầu tiên được tổ chức vào năm 2001, do Péter Müller Sziámi, cựu giám đốc nghệ thuật của Nhà hát Quốc gia Miskolc đề xuất tổ chức.
Địa điểm chính diễn ra sự kiện là Nhà hát Quốc gia Miskolc, tòa nhà có niên đại từ năm 1847. Khán phòng chính (sức chứa 687 người), nhà hát mùa hè (500 người) và nhà hát thính phòng (270 người) đều được sử dụng để biểu diễn. Các buổi hòa nhạc cũng diễn ra tại Ice Hall (nhà thi đấu thể thao mùa đông), nhà Nghệ thuật và nhà thờ (Nhà thờ Tin lành, Nhà thờ Kossuth u,...), tại các quảng trường.
Lễ hội còn được gọi với tên gọi khác là "Bartók +...", bởi vì mỗi năm, lễ hội sẽ tập trung vào các tác phẩm của Bartók cùng với một hoặc nhiều các nhà soạn nhạc khác. Lễ hội có các buổi độc tấu thính phòng cùng với các buổi biểu diễn ca kịch, cũng như các sự kiện dành cho trẻ em và điện ảnh.
Năm 2017, lễ hội đánh dấu nửa thiên niên kỷ cải cách với các tác phẩm Scaevola (lần đầu ra mắt) của Mátyássy Szabolcs, vở opera-nhạc kịch The Master và Margarita của Levente Gyöngyösi, vở María de Buenos Aires của Piazzolla, vở Candide của Bernstein, vở Jr. Butterfly của Shigeaki Saegusa, cũng như Lâu đài của Râu xanh và Phòng quay.
Trong thời gian lễ hội diễn ra, Hệ thống xe điện công cộng của thành phố Miskolc cho một xe điện dừng bên ngoài nhà hát, nơi các xe điện thông thường không dừng, và miễn phí cho những khách tham quan lễ hội có vé.
Kể từ năm 2001, các lễ hội có chủ đề:
- 2001: Bartók + Verdi;
- 2002: Bartók + Puccini;
- 2003: Bartók + Mozart;
- 2004: Bartók + Tchaikovsky;
- 2005: Bartók + Bel canto (Rossini, Bellini và Donizetti);
- 2006: Bartók + Verismo;
- 2007: Bartók + Paris;
- 2008: Bartók + các nhà soạn nhạc Slavic;
- 2009: Bartók + Vienna; bao gồm Gluck (Le cadi Dupé), Haydn (La canterina, L'infedeltà delusa), Mozart (Apollo et Hyacinthus, L'oca del Cairo, The Marriage of Figaro, The Magic Flute), Strauss (Ariadne auf Naxos), Berg (Wozzeck, Lulu), Schoenberg (Moses und Aron);
- 2010: Bartók + Châu Âu;
- 2011: Bartók + Verdi;
- 2012: Bartók + Puccini;
- Các chủ đề được xoay vòng trong các năm tiếp theo

## Chương trình biểu diễn nhạc Rock-nhạc cổ điển
Năm 2007, trong khuôn khổ lễ hội có một buổi hòa nhạc của ban nhạc giao hưởng Thụy Điển tên là Therion, cùng với dàn nhạc giao hưởng và dàn hợp xướng hoành tráng. Đây là buổi biểu diễn thứ hai của họ từ trước đến nay.
Sau thành công rực rỡ của buổi hòa nhạc này, các sự kiện kết hợp rock-nhạc cổ điển kế tiếp được tổ chức với tên gọi "Opera-Rock-Show". Vào lễ hội năm 2008, ban nhạc Epica của Hà Lan được mời biểu diễn. Cũng như ban nhạc Therion một năm trước, họ biểu diễn các bài hát của riêng mình, biểu diễn các bản nhạc cổ điển của nhiều nhà soạn nhạc cổ điển như Vivaldi, Dvořák, Verdi, Grieg, cùng với nhạc phim bộ phim Star Wars, Spider-Man và Pirates of the Caribbean.
Liên hoan năm 2010 có hai buổi hòa nhạc: một của ban nhạc rock Hungary Republic và một của ban nhạc Tarja Turunen, ban đầu được lên kế hoạch cho năm 2009, nhưng do vấn đề về tổ chức nên đã bị hoãn lại. Các chương trình "Opera-Rock-Show" đã bị ngừng trong những năm sau đó. Không có kế hoạch hay tin đồn về việc tổ chức trở lại.
Cả hai màn trình diễn của Therion và Epica đều được phát hành dưới dạng album trực tiếp vào năm 2009 bởi công ty Nuclear Blast Records. Trong khi Epica phát hành một đĩa CD đôi với tên The Classical Conspiracy, Therion có đĩa DVD mang tên The Miskolc Experience.